# Ideaalklassengroep
In algebraïsche getaltheorie, een deelgebied van de wiskunde, kan de mate waarin unieke factorisatie faalt in de ring van gehelen van een algebraïsch getallenlichaam, of meer in het algemeen een Dedekind-ring, worden beschreven door een bepaalde groep, die  als de ideaalklassengroep bekendstaat. Als deze groep eindig is, zoals het geval is voor de ring van gehelen van een getallenlichaam, dan wordt de orde van deze groep het klassengetal genoemd.
De multiplicatieve theorie van een Dedekind-ring is nauw verweven met de wiskundige structuur van haar ideaalklassengroep. De ideaalklassengroep van een Dedekind-ring is dan en slechts dan triviaal als de ring een uniek factorisatiedomein is.

## Geschiedenis en oorsprong van de ideaalklassengroep
Ideaalklassengroepen (of liever, wat in feite ideaalklassengroepen waren) werden al bestudeerd enige tijd voordat het idee van een ideaal werd geformuleerd. Deze groepen doken op in de theorie van kwadratische vormen: in het geval van binaire integraalkwadratische vormen, zoals in een definitieve vorm gebracht door Carl Friedrich Gauss, werd een compositiewet gedefinieerd op bepaalde equivalentieklassen van vormen. Dit gaf een eindige abelse groep, zoals toen opgemerkt werd.
Later werkte Ernst Kummer aan een theorie van cyclotomische velden. Men had zich gerealiseerd dat er een goede reden was waarom het niet lukte om het algemene geval van de laatste stelling van Fermat bewijzen te voltooien, door factorisatie met behulp van de eenheidswortels: het niet gelden van de unieke factorisatie in de ringen gegenereerd door die eenheidswortels was een groot obstakel. Uit het werk van Kummer kwam voor het eerst een studie van de belemmering van de factorisatie. Die herkent men nu als onderdeel van de theorie van de ideaalklassengroep: in feite had Kummer de p-torsie in die groep voor het veld van p-eenheidswortels, voor elk priemgetal p, geïsoleerd als de reden voor het falen van de standaardaanvalsmethode op het probleem van Fermat.
Iets later formuleerde Richard Dedekind het begrip ideaal, terwijl Kummer op een andere manier te werk ging. Op dit punt konden de bestaande voorbeelden verenigd worden. Er werd aangetoond dat ringen van algebraïsche gehele getallen weliswaar niet altijd een unieke factorisatie in priemgetallen hebben (omdat het geen  hoofdideaaldomeinen hoeven te zijn), maar wel de eigenschap dat elk juist ideaal een unieke factorisatie als product van priemidealen toelaat (dat wil zeggen dat elke ring van algebraïsche gehele getallen een Dedekind-domein is). De grootte van de ideaalklassengroep kan worden beschouwd als een maat voor de afwijking van een ring van een hoofdideaaldomein; een ring is een hoofdideaaldomein als en slechts als het een triviale ideaalklassengroep heeft.